# Eilert Waldemar Preben Ramm
Eilert Waldemar Preben Ramm, né le 4 mai 1769 et mort le 15 mars 1837, est officier militaire norvégien et représentant à l'Assemblée constituante de Norvège en 1814,. 

## Biographie
Eilert Ramm naît dans le village de Furnes à Ringsaker à Hedmark, en Norvège. Ramm rejoint le Zealand Light Dragon Regiment ( sjællandske lette dragonregimentet ) en 1787. Il gravit les échelons et est premier lieutenant et capitaine de cavalerie en 1808. 
Il représenté le Søndenfjeldske Dragon-Regiment à l' Assemblée constituante norvégienne à Eidsvold en 1814. Il est l'un des deux représentants du Søndenfjeldske Dragon-Regiment avec Peder Paulsen Balke. Il est membre du parti de l'indépendance ( Selvstendighetspartiet ).  
Eilert Waldemar Preben Ramm s'est mariée deux fois. Il est le grand-père de Carl With, commandant général de l'armée norvégienne et arrière-grand-père de l'artiste Gabriel Kielland.